# Tart-le-Haut
 Tart-le-Haut  là một xã thuộc tỉnh Côte-d’Or trong vùng Bourgogne miền đông nước Pháp.